# World Poker Tour
World Poker Tour (WPT) je světová pokerová turnajová série, která se koná na všech kontinentech. Proslavila se prostřednictvím svého televizního vysílání během rozmachu pokeru v posledních letech, zejména v oblasti on-line kasin. Tento vývoj není překvapující, protože on-line kasina jsou největšími sponzory pokerových sérií. Sérii WPT je současně sponzorována hernou PartyPoker.

## Historie
- 2002: Založení série Stevenem Lipscombem, bývalým CEO World Poker Tour Entreprises
- 2003: První turnaj současných vítězů konaný v lasvegaském kasinu Bellagio
- 2009: Nákup WPTE společností PartyGaming za 12 300 000 USD[1]

## Struktura
Inspirováno World Series of Poker (WSOP), většina turnajů WPT mají podobnou strukturu. Každý hráč obdrží na začátku stejné množství žetonů (zpravidla 30 000), se kterými pak hraje v průběhu několika dní až do finálového stolu, kde zůstane pouhá šestice hráčů, ze kterých vyjde jeden vítěz. Finančně ohodnoceno je přibližně 10 - 15% hráčů, přičemž vítěz obdrží obvykle kolem 20% součtu veškerých startovných a trofej. Finále World Poker Tour se koná každý rok v dubnu v hotelovém komplexu Borgata.

## Televizní záběry a komentování
Série WPT si získala na popularitě především díky kvalitně zpracovaným televizním záběrům a jejich komentovanému dění, a to obzvláště ze samotného počátku série. Velmi se na tom podepsala komentátorská dvojice Mike Sexton a Vince Van Patten, kteří poskytují náhled do dění v průběhu jednotlivých her. Nicméně jejich poznámky jsou natáčeny až po turnaji, jelikož herní předpisy neumožňují komentovat turnajové dění živého přenosu v reálném čase bez zpoždění.
V České republice lze sérii World Poker Tour sledovat na TV Nova v nočních hodinách s českým komentářem.

## Triple Crown
Turnaje WPT jsou součástí tzv. Triple Crown (česky trojitá koruna) trofeje. Triple Crown je v profesionální pokeru imaginární cena, kterou hráč získá, když postupně vyhraje turnaj ze série World Poker Tour (WPT), World Series of Poker (WSOP) a European Poker Tour (EPT). Za získání Triple Crown není žádná materiální odměna, pouze prestiž a uznání mezi pokerovou komunitou. Poprvé tohoto ocenění šlo dosáhnout v roce 2004, kdy se v Barceloně konal první turnaj ze série EPT.

### Hráči, kteří získali Triple Crown
První, komu se toto ocenění povedlo získat byl v té době 26letý Američan Gavin Griffin. Docílil toho vítězstvím WSOP $3,000 pot-limit hold’em v roce 2004, EPT Grand Final v roce 2007 a WPT Borgata Classic v roce 2008. Mezi další hráče, kterým se povedlo získat toto ocenění patří Roland de Wolfe, Jake Cody, Bertrand Grospellier a Davidi Kitai.

## Čeští vítězové WPT
Ke dni 10.3.2018 není doposud znám jediný český WPT vítěz. Nejlepší české umístění zaznamenal Tomáš Fára na WPT Amsterdam 14. 5. 2016. Ve finále hlavního turnaje podlehl pouze americkému hráči Anjelkovi Andrejevicovi a za druhé místo inkasoval €143,300.

## Turnaje WPT na české a slovenské půdě
Historicky první turnaj na české či slovenské půdě se konal 31.8. - 5.9.2009 v Bratislavě se startovným €4.400.  Bohužel účast nebyla příliš vysoká a pořadatelé se rozhodli sérii na Slovensku neopakovat.
V listopadu 2011 se konal první turnaj na české půdě nazvaný WPT Bohemia v rozvadovském kasinu King's. Startovné bylo €1.650 a zúčastnilo se ho 238 hráčů, převážně z Německa. Vítězem se stal Němec Mike Brandau.
Série se ještě ve stejném roce v prosinci přesunula do Prahy, které ve stejné době každoročně hostuje i sérii European Poker Tour. Pod názvem WPT Prague se stala úspěšnou turnajovou zastávkou, na kterou se sjíždí hráči z celého světa. Místem konání byl pražský hotelový komplex Corinthia pod záštitou kasina King's, které ovšem v současné době v Praze přestalo operovat a série se přesunula do smíchovského Card Casina Praha.
První pražská World Poker Tour měla 571 účastníků a se startovným €3.500 vytvořila celkovou výherní sumu ve výši €1.753.202. Jejím vítězem se stal známý ruský profesionál Andrey Pateychuk, který za svoje umístění získal €450.000. Těsně před branami finálového stolu jako sedmý skončil slovenský Ján Bendík.